# یواس‌اس شانون (دی‌ام-۲۵)
یواس‌اس شانون (دی‌ام-۲۵) (به انگلیسی: USS Shannon (DM-25)) یک کشتی بود که طول آن ۳۷۶ فوت ۶ اینچ (۱۱۴٫۷۶ متر) بود. این کشتی در سال ۱۹۴۴ ساخته شد.